# Yan Ta Khao
Yan Ta Khao (em tailandês: อำเภอย่านตาขาว) é um distrito da província de Trang, no sul da Tailândia. É um dos 10 distritos que compõem a província. Sua população, de acordo com dados de 2012, era de 63 491 habitantes, e sua área territorial é de 431,1 km².